# Hans Reinhold von Fersen

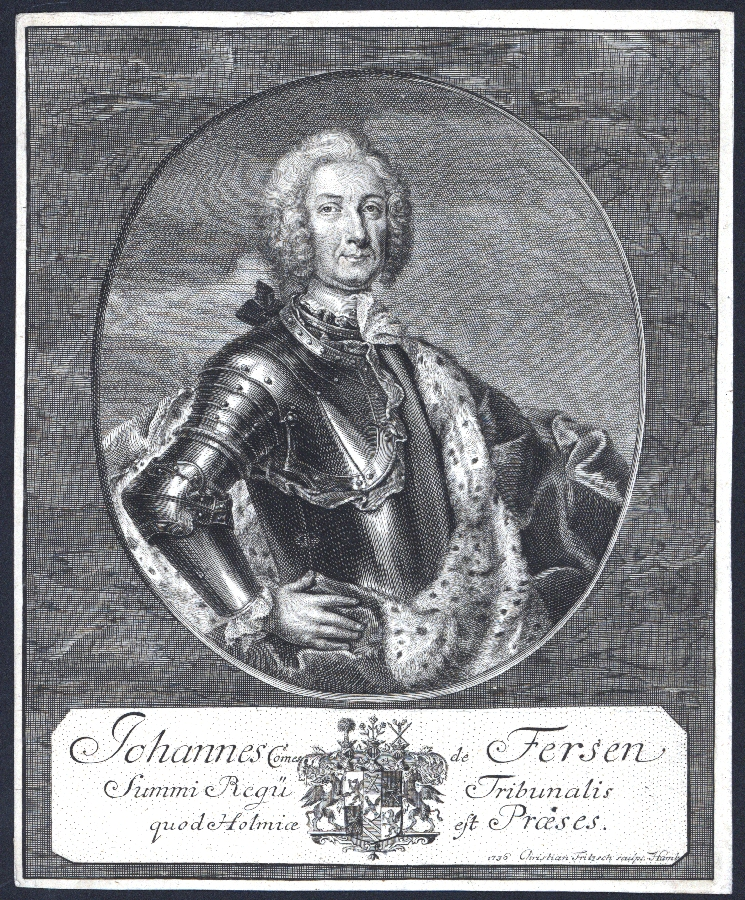
Hans Reinhold von Fersen

Graf Hans Reinhold von Fersen (* 2. März 1683 in Tallinn; † 25. Mai 1736 in Stockholm) war ein schwedischer Generalleutnant und Politiker deutschbaltischer Herkunft.

## Leben
Er war der Sohn des Grafen Reinhold Johan von Fersen und dessen Frau, der ebenfalls aus deutsch-baltischem Hochadel stammenden Gräfin Anna Sophia von Ungern-Sternberg. Reinhold Johan, Militär und Staatsmann in schwedischen Diensten, war 1712 für seine Verdienste in den schwedischen Grafenstand erhoben worden und war, nachdem Estland im Jahre 1710 unter russische Oberhoheit gefallen war, endgültig von Estland nach Schweden umgesiedelt.
Fersen diente im schwedischen Heer und wurde 1720 zum Generalleutnant befördert. 1731 wurde er zum Präsidenten des Svea hovrätt, des ersten und noch heute größten der sechs Appellationsgerichte in Schweden, ernannt. Das Gericht war 1614 als erstes schwedisches Gericht dieser Art gegründet worden und war bis zur Einrichtung des Högsta domstolen im Jahre 1789 höchste Gerichtsinstanz unter dem König und dem Reichsrat.

## Ehe und Nachkommen
Fersen heiratete im Jahre 1715 die Gräfin Eleonora Margareta Wachtmeister (1684–1748), Tochter des königlichen Rats und nachmaligen Feldmarschalls Axel Wachtmeister (1643–1699). Schloss Mälsåker kam auf diesem Wege an seine Familie. Aus der Ehe sind zwei Söhne eine Tochter hervorgegangen, darunter Fredrik Axel von Fersen (1719–1794).